# NGC 2150
NGC 2150 é uma galáxia espiral barrada (SBab) localizada na direcção da constelação de Dorado. Possui uma declinação de -69° 33' 39" e uma ascensão recta de 5 horas, 55 minutos e 46,4 segundos.
A galáxia NGC 2150 foi descoberta em 9 de Fevereiro de 1836 por John Herschel.